# Liste des commanderies templières dans le Trentin-Haut-Adige
Cette liste recense les anciennes commanderies et maisons de l'Ordre du Temple dans le Trentin-Haut-Adige, région d'Italie.

## Histoire et faits marquants
Une importante présence des templiers dans cette région n'est pas confirmée et celle-ci n'a fait l'objet que de suppositions en l'état actuel des publications. Aucun auteur récent n'atteste de cette présence et il faut remonter aux ouvrages du XIXe siècle et du début du XXe siècle pour trouver quelques mentions mais sans affirmation ni document historique à l'appui. Ces auteurs rattachent la présence templière à l'histoire de l’évêché de Trente qui à l'époque (XIIe et XIIIe siècles) correspondait à la principauté épiscopale de Trente. Cette période fut marquée par la rivalité qui opposait cette principauté au « comté » de Tyrol. À noter également, l'annexion en 1239 du Trentin à la marche de Trévise. 
Malgré l'absence de documents relatifs au procès ou à la dévolution de leurs biens qui permettraient d'attester leurs possessions dans cette région, les templiers sont mentionnées dans les annales de cette principauté en 1231. Dans cette charte datant du 4 décembre, le maître de la province d'Italie, frère Gérard confirme un accord passé par le frère Tancrède en 1228. Cet accord portait sur le testament de Pierre de Malosco, vice-seigneur de la principauté dans lequel celui-ci léguait sa maison fortifiée située dans le bourg neuf de la ville de Trente en partage aux Hospitaliers, aux Templiers et aux Teutoniques, à la condition que ses successeurs puissent venir s'y réfugier en cas d'émeute. Il s'agit pour l'instant du seul bien attesté dans la région, mais on ignore son rôle exact et s'il a perduré jusqu'à l'arrestation des templiers en 1307.
Ce sont surtout les chevaliers de l'ordre Teutonique qui bénéficièrent de nombreuses donations dans la région à cette époque.

## Possessions templières
* château ⇒ CH, baillie (Commanderie principale) ⇒ B, Commanderie ⇒ C, Fief ⇒ F, Hospice ⇒ H,
 Maison du Temple aux ordres d'un précepteur ⇒ M,  = Église (rang inconnu)
| Rang | Etablissement | Ville actuelle (ou à proximité) | Commentaires                                  | Début présence templière |
| ---- | ------------- | ------------------------------- | --------------------------------------------- | ------------------------ |
| ?    | Borgonovo     | Trente                          | N'appartenait que pour un tiers aux templiers | 1228                     |

| Localisation dans le Trentin-Haut-Adige (Liens vers les articles correspondants) |
| -------------------------------------------------------------------------------- |
| \| Vénétie Suiss. Autriche Lombardie Borgonovo \|                                |
| Vénétie Suiss. Autriche Lombardie Borgonovo                                      |

### Possessions douteuses ou à confirmer
Ci-dessous une liste de biens pour lesquels l'appartenance aux templiers n'est pas étayée par des preuves historiques:
- Un hospice situé à Madonna di Campiglio, hameau de la commune de Pinzolo[3].
- Un hospice à « Pilcante » (it), hameau de la commune d'Ala[4]
- L'église San Illario et son hospice dans le hameau d'Ischia Sant'Ilario, commune de Rovereto en direction de Volano[5].
- Hospice San Tommaso, commune d'Arco en direction de Riva del Garda[6].
- La ville de Panchià possède une rue des Templiers[N 5]
- L'église de San Giorgio in Weggenstein (appelée aussi Deutchhauskirche) à Bolzano, reçue en don en 1202[7]? plus probablement possession de l'Ordre Teutonique.